# René Duprée
René Goguen (* 15. Dezember 1983 in Moncton, New Brunswick), besser bekannt unter seinem Ringnamen René Duprée, ist ein kanadischer Wrestler. Er ist vor allem wegen seiner Auftritte für die Wrestlingorganisation World Wrestling Entertainment bekannt. Bei der WWE war er für alle drei Roster (RAW, SmackDown! und ECW) aktiv. Aktuell arbeitet er für die japanische Wrestlingorganisation HUSTLE.
Goguen ist der Sohn des kanadischen Wrestlingförderers Emile Duprée.

## Karriere

### WWE
Bevor Goguen 2003 in der WWE debütierte, war er zunächst in deren Entwicklungsliga Ohio Valley Wrestling aktiv. Seit dem Beginn seiner WWE-Karriere war er zusammen mit Sylvian Grenier Mitglied des Tag Teams La Résistance. Am 15. Juni 2003 durften sie die World Tag Team Championships gewinnen.
Später wurde Rob Conway das dritte Mitglied des Teams. Nach dem Titelgewinn hatte die Gruppierung eine Fehde gegen die Dudley Boyz, an die sie auch ihre Titel verloren. Von Oktober 2003 bis März 2004 waren nur Goguen und Conway aktiv, da sich Grenier in einer Verletzungspause befand. Nachdem Goguen zu SmackDown wechselte, zerbrach das Team. Hier war er in ein Fehdenprogramm mit John Cena um den WWE United States Championship involviert. Zusammen mit Kenzo Suzuki ließ man Goguen am 9. September erneut die WWE Tag Team Championship gewinnen.
Im Juni 2005 wurde Goguen zurück zu Raw gewechselt. Im September wurde er zu Ohio Valley Wrestling geschickt und erlitt wenig später eine Verletzung. Ab September 2006 war Goguen dann für das neugeschaffene ECW-Roster aktiv, wo es im Februar 2007 eine kurzlebige Reformation der La Résistance gab.
Im März wurde Goguen suspendiert und gab seine Rückkehr zunächst in der Entwicklungsliga Florida Championship Wrestling, ehe er am 26. Juli 2007 um seine Entlassung bat.

### Independent-Bereich
Goguen gab sein Debüt für die japanische Promotion HUSTLE am 15. August 2007 unter dem Namen René Bonaparte. Danach war Goguen für verschiedene Independent-Organisationen in vielen Ländern tätig und benutzte dabei wieder seinen alten Ringnamen René Dupreé.

## Championtitel und Auszeichnungen
- 1× WWE World Tag Team Champion mit Sylvain Grenier
- 1× WWE Tag Team Champion mit Kenzō Suzuki
- René Duprée ist der jüngste Superstar in der WWE-Geschichte, der sowohl den World-Tag-Team-Championtitel als auch den WWE-Tag-Team-Championtitel gewonnen hat.
- 1× Gaora TV Champion (AJPW)
- 1× AWR World Champion